# Dalbergia acuta
Dalbergia acuta är en ärtväxtart som beskrevs av George Bentham. Dalbergia acuta ingår i släktet Dalbergia, och familjen ärtväxter. Inga underarter finns listade i Catalogue of Life.